# 奇しき薔薇の聖母
奇しき薔薇の聖母(くすしきばらのせいぼ、ラテン語: Rosa Mystica)とは聖母の呼び名の1つ。その意味は「恵みに満ちた方」というだけではなく、「悪魔を押しつぶす方」という意味も持つ。「奇しき薔薇」は聖母マリアの連祷に含まれる呼び名である。1947年から1983年まで、イタリアのモンティキアーリとフォンタネッレなどで出現。モンティキアーリでの出現は地元の司教による認可が下りている。

## 概要
1947年、イタリアのモンティキアーリに住む看護師ピエリーナ・ジリに聖母の出現が頻繁に起こるようになる。聖母は全人類と、特に教皇、司教、司祭、男女の修道者、そして神に奉献されたすべての人を特別に保護する。聖職者が召し出しを忠実に果たして聖なる生活を送ること、召し出しの増加と召し出しを捨てる人の減少、そして、聖職者を偉大な成聖に導く恵みと加護を取り次ぐとされている。聖母は特別なメッセージとして毎月13日を聖母の特別な日とし、毎年7月13日を「奇しき薔薇の聖母」を讃える日として祝うこと、泉への苦行の行列をすること、毎年10月13日を全世界のための償いの聖体拝領の国際の日とし、毎年12月8日の正午を全世界のための許しの時間とするようにと伝えた。

## 聖母の出現

### モンティキアーリでの出現
1947年の春、生まれ育ったモンティキアーリの病院で看護師をしていた彼女に「奇しき薔薇の聖母」と名乗る聖母の出現が起こる。この時の出現はピエリーナの勤務先の1室で起き、紫色のドレスに白いベールを被った、床を涙で濡らす女性がいた。その女性の胸には大きな剣が3本刺さっていた。同年6月13日に病院にて2度目の出現が起きた。前回と同じ女性が白いドレスで3本の剣の代わりに白、赤、黄金のバラを付けていた。ピエリーナが身元を尋ねると、その女性はイエスの母であり全人類の母であると答えた。また神が全ての修道院、修道会、修道者、教区司祭のために、信心業をもたらそうと自分を送ったことを話し、毎月13日を聖母の日として祝うこと、及び毎年7月13日を奇しき薔薇の聖母を讃えるようピエリーナに伝えた。10月22日にモンティキアーリの病院の礼拝堂で、大勢の医者や病院職員、その街の人々の前で3度目の出現があった。聖母は信心業が行われるように重ねて訴えた。これは1947年11月16日にモンティキアーリの教会で起きた4度目の出現でも繰り返し、1947年11月22日の5度目の出現では12月8日の正午に再度出現することを約束した。聖母が出現を事前に話したのはこの時だけだった。12月7日、教会で6度目の出現があった。三人の聴衆の中にはピエリーナの聴罪司祭もいた。聖母は白いマントを着ており、白い服を着たジャシンタとフランシスコを連れていた。そこで改めて信心業を行うよう告げた後、ピエリーナとある秘密を共有し、それを話す時期についても伝えた。12月8日には7度目の出現を果たした。ピエリーナの呼び掛けに答える形で現れ、毎年12月8日の正午に全世界のための恵みの時として祝福することを訴え、これを時の教皇であるピウス12世に伝えるよう話した。ピエリーナは去りゆく聖母に祝福を依頼し、聖母は自分の願いを叶える人々を祝福すると返答した。

### フォンタネッレでの出現
フォンタネッレではモンティキアーリでの出現より10年以上後に起きている。1966年4月17日に起きた最初の出現では、井戸の上の小道を往復しながらロザリオの祈りを唱えるピエリーナの前に現れ、その湧水に癒しの効果を付与する奇跡を起こす。
1966年5月13日の2回目の出現ではピエリーナが自分の発言を人々が信じないことについて聖母に相談し、奇跡を起こすよう頼んだ。そこで聖母は前回彼女の手で2度触れた右側の泉を指して溜め池の造設と飲み水の供給を依頼し、そこを恵みの泉と名付ける。そしてピエリーナにこの地を訪れる病人に対して慈善事業を行うよう伝える。6月9日、キリストの聖体の祝日に3度目の出現があった。聖母は熟している小麦畑に降りて来た。聖母はこの小麦を聖体のパンとして焼いて10月13日にファティマに届けるよう伝える。また同様に泉に屋根のある像を設置するようピエリーナに依頼し、その像を行列によって運び込むよう話す。8月6日の4度目の出現では同年の10月3日に償いの聖体拝領を毎年行うよう依頼する。また小麦の一部を教皇パウロ6世に送り、他をファティマに送って聖母の出現と祝福を伝えるよう話す。残りの小麦はフォンタネッレの井戸のところで小さいパンとして配るよう伝える。司教の命令により、ピエリーナはフォンタネッレへ行くことを1966年以来許されなかった。ピエリーナはこの命令に忠実に従ったにもかかわらず、聖母は他の場所で出現した。

### その後の出現
1968年10月12日の出現では聖母はピエリーナに償いの聖体拝領をすることと、井戸にてロザリオの祈りを捧げるよう伝える。1970年2月14日の出現では人々に祈りと償いを求めるために出現する。

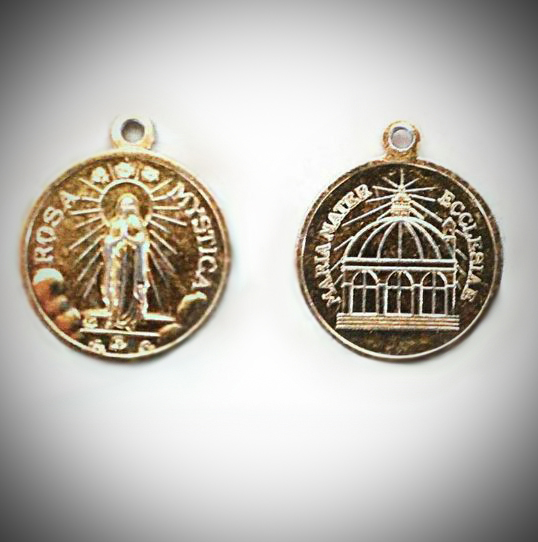
奇しき薔薇の聖母のメダイ

1970年5月19日の出現で聖母はメダイの付いた大きなロザリオを持っていた。聖母は自分が持つメダイを細かく見せ、そのメダイを作るよう話した。デザインは以下のとおりである。
- 色は黄金
- 階段の上に立って手を合わせる聖母が描かれている
- 聖母の頭上に赤いバラ、足元にはバラが描かれている
- メダイの左右にそれぞれ"Roza"と"Mystica"の文字が刻まれている
- 裏側には左右にそれぞれ"MARIA　MATER"と"ECCLESIAE"の文字が刻まれている[注釈 6]。丸屋根の大門を持つ教会が描かれている。

1973年7月22日の出現はピエリーナの家の小聖堂にて起きた。ピエリーナは祈りや苦行の行いの内容を尋ね、聖母は信仰や愛、賛美、願いの祈りやロザリオの祈りについて言及し、人間の贖罪の苦行の実施を要求した。また奇しき薔薇の聖母の名称の意味は聖母の協力があることが花に象徴されていると述べた。またピエリーナが教会の権威者たちの説得のために奇跡を起こさないのかを聞くと、既に多くの奇跡を起こしていると述べた。
1974年11月5日の出現では聖母はマリア崇敬をする巡礼者たちの増加を強く願った。12月8日の出現で聖母はピエリーナに巡礼に来て祈ることと大天使ラファエルに救いを求めるように求めた。
1975年1月30日21時30分頃、ピエリーナが自分の家の小聖堂で祈っていると聖母が出現した。聖母はピエリーナに時代の悪化と人々の保護を取り次いだことを語り、教会の上層部が教会を意のままに操ろうとしようとしていると語り、ピエリーナが人々の意向を取り次ぐことへの協力を約束した。4月8日午前6時25分頃ピエリーナが自分の家の小聖堂で祈っていると、聖母が出現し、聖母像が行列でフォンタネッレに運ばれていくことを喜んだ。当時の教区司祭の説明によると、聖母像は約2メートルの高さでチャペルに安置された。フォンタネッレに像が運び込まれた際に聖母は出現し、恵みを与えることを約束した。ピエリーナの脳裏に浮かんだ第三者による中傷に対して聖母は許すように言い、ピエリーナが事前に出現する際には言うように頼むと、あくまで主の意志であるとした。またピエリーナは聖母から絵画を見せられた。5月12日の出現では像を自身の代わりであると聖母は述べた。8月31日の出現では巡礼像の一つがモンテキアーリに戻る際、聖母がジャシンタ・マルトとフランシスコ・マルト、及び大天使ラファエルと数千の天使たちを従える姿をピエリーナは幻視した。
1976年9月3日には午前と午後にそれぞれ出現があったが、午後だけピエリーナに祝福について話した。
1979年6月12日の午後5時30分ごろ、ピエリーナ宅の小聖堂で聖母の出現があった。そこで聖母はピエリーナに巡回の聖母像に向かって祈る人々の姿を見せた。
1983年3月24日午前8時ごろ、ピエリーナの自宅の小聖堂で聖母は出現し、多くの司祭に囲まれながら未来の姿として5つのドームを持つ教会を見せ、祈り続けることと自分がいつでも傍にいると伝えた。

## 祈り
準備の祈り
聖母は、毎月13日を聖母の日として祝う新しい聖母の信心業の前に準備の祈りを唱えるようにと話した。この12日間にわたって行われる祈りにより、聖母を特別に崇敬する修道会や修道院に溢れるほどの恵みと偉大な成聖を取り次ぐと伝えた。

## 巡礼像
1975年5月12日の像の巡礼中にある家で聖母の出現があり、聖母像と同じ姿をしていた。聖母は自分が出現するときに聖人や天使を伴うこと、巡礼する家の住人を祝福すること、また住人が没する時に傍らにいることをピエリーナに語っている。6月14日には各地を巡礼して回る巡礼像を司祭が祝福していると、ごく短い聖母の出現で聖母は祝福の言葉を送り、姿を消した。全ての事が終わるとすぐに、ピエリーナが煩っていた体の麻痺が消えた。この巡礼像は70cmの高さで当初12体であった。聖母像は巡礼像として、各地を廻る。巡礼像については前述のとおりであるが、これ以外にもピエリーナに特定の行動を求めない理由について聖職者の尊厳や重要性の強調を理由として述べ、祈り続けることについて言及した。

## 奇跡

### 聖母出現中の奇跡
1947年12月8日、モンティキアーリでの聖母の出現中に3つ以上の奇跡が起こっている。複数の文書などで確認できているものは大部分が難病の治癒である。
- ポリオを病んでいた5～6歳の少年の完治
- 12歳ごろから結核を患う26歳ぐらいの女性の完治
- 36歳の女性の幼児期からの病による身体的な不自由と精神障害と思しき症状の完治[12]

### その他の奇跡
モンティキアーリの教会以外でも、多くの奇跡が報告されている。
- フローレンス出身の女性の癌の完治
- ボーゼン出身の男性の大事故の短期間での完治
- ドイツ出身の男性の重症の肺炎の完治
- 複数人の悪魔祓い[13]

### 回心
- 内的な悩みを持つ司祭や神学生の回心(モンティキアーリ)
- 妻に対して傲慢な態度をとっていた教授の回心(フォンタネッレ)[14]

## 調査団
当時のプレシア市のジャチント・トレディチ司教は、出現を調査するための調査団を任命した。だが、調査団の委員会のメンバーは出現に対し偏見を持っており、その任務を十分に果たしていなかった。
- 奇跡について徹底的な調査がなされず、目撃者が尋問を受けていない。
- プレシア市の精神病院院長がピエリーナを診断し、健康で正常であると結論付けたにもかかわらず、調査団はその診断書を受理しなかった。別の医者がピエリーナを診断した際、以前肝臓の病気を患った時に鎮痛剤を使用したという話から、ピエリーナがモルヒネ中毒者であると結論付けた診断書のみを受理した[15]。

## カトリック教会の反応

### 地元の司教
1949年から1971年までモンティキアーリの司教代理を務めたアバート・フランチェスコ・ロッシはピエリーナの幻視の正当性を確信している。

### 教皇庁
教皇庁は公式な見解を示していないものの、以下のように教皇が個人的に祝福などを与えているケースがある。
- ピウス12世
  - 個人的に出現を認めているものの、ピエリーナをあくまで一般の参列者の1人として祝福した[10]。
- ヨハネ23世
  - 第2回バチカン公会議が始まる前に使徒書簡にて奇しき薔薇の聖母に公会議の成功をロザリオで祈ることを世界に推進した[10]。
- パウロ6世
  - 1969年5月の書簡で、信者たちに奇しき薔薇の聖母に救いを求めるよう推奨した[10]。
  - 1964年11月21日の説教で奇しき薔薇の聖母の名によって信者に祝福を願うように述べた[10]。
- ヨハネ・パウロ2世
  - サン・ピエトロ大聖堂の前で奇しき薔薇の聖母の巡礼像を祝福した[2]。